# Catoferia chiapensis
Catoferia chiapensis là một loài thực vật có hoa trong họ Hoa môi. Loài này được A.Gray ex Benth. mô tả khoa học đầu tiên năm 1877.